# Crocidura trichura
Crocidura trichura є надзвичайно рідкісною або, можливо, вимерлою землерийкою з острова Різдва. Його по-різному відносили до підвидів азійської сірої землерийки (Crocidura attenuata) або південно-східної азійської землерийки (Crocidura fuliginosa), але морфологічні відмінності та велика відстань між видами вказують на те, що це абсолютно окремий вид.

## Опис
Землерийка з острова Різдва, як і інші представники роду Crocidura, є невеликим коротконогим ссавцем із чітко вираженою загостреною мордою. Має темно-сірий або червонувато-коричневий колір. Як і всі інші землерийки, землерийка з острова Різдва нагадує мишу і важить 4,5–6 г. Землерийка з острова Різдва відрізняється від інших видів цього виду тим, що вона вкрита довгим тонким волоссям, а її хвіст значно більший за довжину голови й тулуба. Типова тривалість життя представників цього роду становить приблизно один рік, але повідомлялося, що землерийки Crocidurine живуть у дикій природі до двох років.

## Середовище існування
Землерийка з острова Різдва — це наземна тварина, яка мешкає у високих тропічних лісах плато з глибоким ґрунтом, а також у дрібних ґрунтах терасових тропічних лісів. Залишається невідомим, чи може вид жити у вторинному зростанні. Ця землерийка харчується в основному дрібними жуками, а для притулку використовує отвори в каменях і коренях дерев.

## Статус
Найновіші екземпляри C. trichura були знайдені в 1985 році, а опитування, проведене через п'ятнадцять років, не виявили жодної особини. Поточна тенденція популяції невідома. Згідно з версією 3.1 критеріїв МСОП, C. trichura перебуває під критичною загрозою зникнення та, можливо, вимер.